# Nagelius limatulus
Nagelius limatulus är en skalbaggsart som först beskrevs av Lewis 1892.  Nagelius limatulus ingår i släktet Nagelius och familjen stumpbaggar. Inga underarter finns listade i Catalogue of Life.